# Arctornis asahinai
Arctornis asahinai är en fjärilsart som beskrevs av Inoue 1956. Arctornis asahinai ingår i släktet Arctornis och familjen tofsspinnare. Inga underarter finns listade i Catalogue of Life.